# Pietro Gerra
Pietro Gerra o Guerra (Ferentino, prima metà del XIII secolo – Udine, 19 febbraio 1301) è stato un patriarca cattolico italiano.

## Biografia
Fu dapprima nominato canonico di Ferentino, divenne poi cappellano della curia papale e nel 1267 fu eletto vescovo di Sora. Da qui fu trasferito alla diocesi di Rieti, dove fece edificare il palazzo vescovile e poi, nel 1286, fu eletto arcivescovo di Monreale. Grazie al favore goduto presso papa Bonifacio VIII fu nominato arcivescovo di Capua nel 1298. Fu eletto finalmente nel 1299 patriarca di Aquileia.
Di rilievo è il contrasto che ebbe da patriarca con la Repubblica di Venezia per la giurisdizione sui fedeli che abitavano le terre della Serenissima ma che dipendevano dal patriarcato di Aquileia; il contrasto venne risolto grazie all'arbitrato di Bonifacio VIII.

## Successione apostolica
La successione apostolica è:
- Arcivescovo Giacomo dell'Abate (1298)